# Хикавадай (станция)
Станция Хикавадай (яп. 氷川台駅 хикавадай эки) — железнодорожная станция на линиях Фукутосин и Юракутё расположенная в специальном районе Нэрима, Токио. Станция обозначена номером F-05 на линии Фукутосин и Y-05 на линии Юракутё. Была открыта 24 июня 1983 года. На станции установлены автоматические платформенные ворота.

## Планировка станции
Две платформы бокового типа и 2 пути.
| 1 | Линия Юракутё                 | Котакэ-Мукаихара・Икэбукуро・Юракутё・Син-Киба       |
| 1 | Линия Фукутосин               | Котакэ-Мукаихара・Икэбукуро・Синдзюку-Сантёмэ・Сибуя |
| 2 | Линия Юракутё Линия Фукутосин | Вакоси・Синрин-Коэн                                  |

## Близлежащие станции
| «                           |               | Линия            |                  | »                |
| Линия Юракутё               | Линия Юракутё | Линия Юракутё    | Линия Юракутё    | Линия Юракутё    |
| --------------------------- | ------------- | ---------------- | ---------------- | ---------------- |
| Хэйвадай                    | Хэйвадай      | Local            | Котакэ-Мукаихара | Котакэ-Мукаихара |
| Линия Фукутосин             |               |                  |                  |                  |
| Хэйвадай                    | Хэйвадай      | Local            | Котакэ-Мукаихара | Котакэ-Мукаихара |
| Хэйвадай                    | Хэйвадай      | Commuter Express | Котакэ-Мукаихара | Котакэ-Мукаихара |
| Express: не останавливается |               |                  |                  |                  |